# 放射源

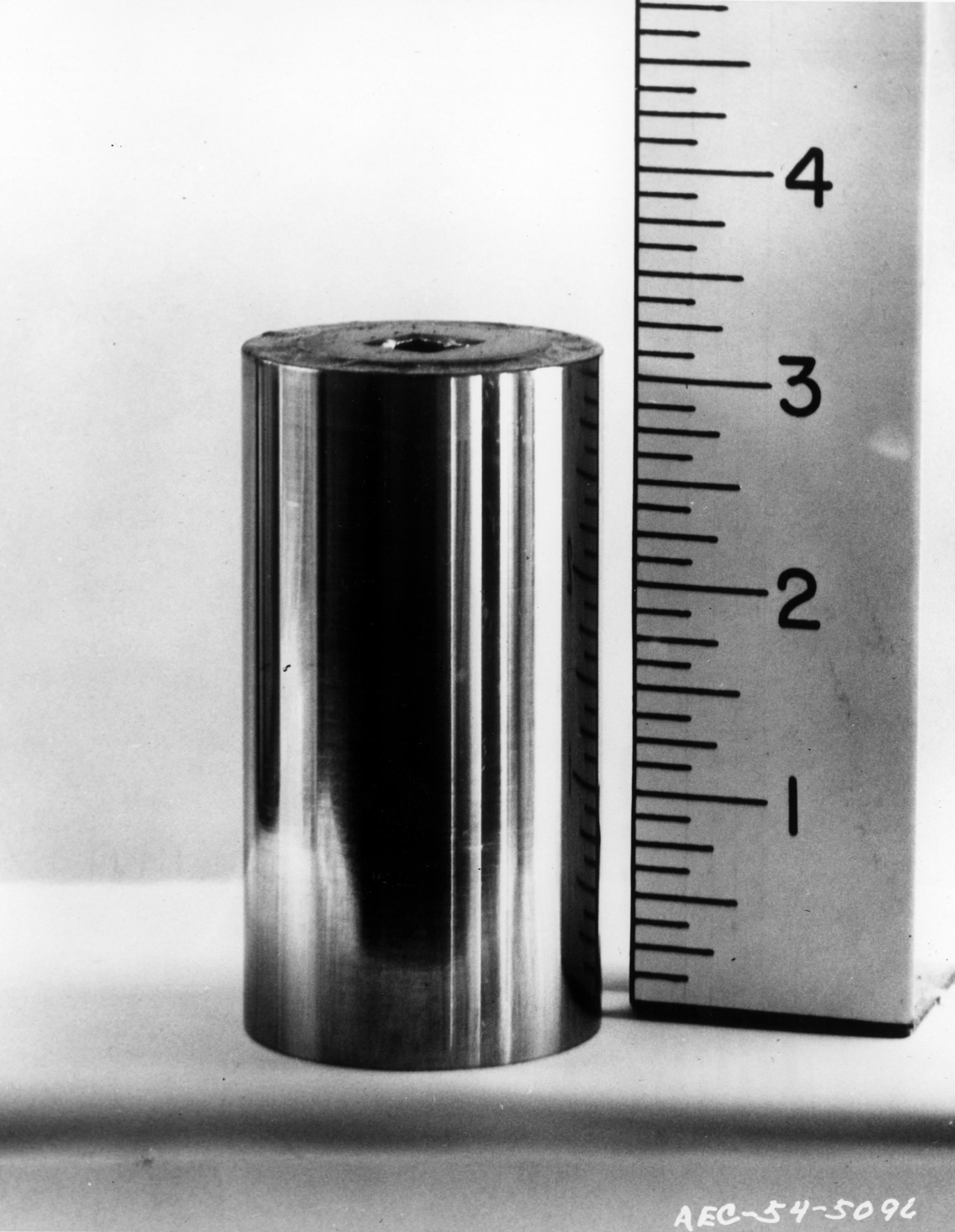
铯-137放射源

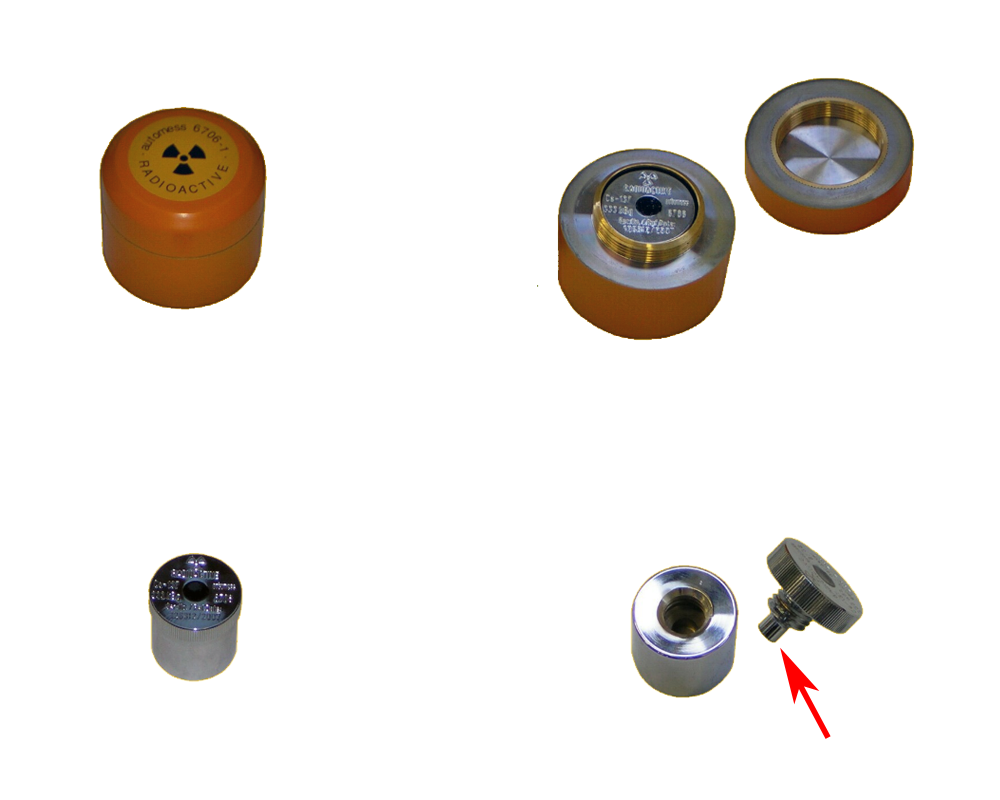
安放 銫-137 樣品盒子解晰圖

放射源或俗称辐射源，是能定量生成电离辐射的放射性核素。依据辐射强度和用途不同，放射源可以以固体或液体的形式存在，分为密封源和非密封源。

## 用途
放射源可用于辐照处理，对目标物产生显著电离辐射效应；或作为校准源提供辐射计量仪器和辐射保护装置的基准。在工业生产中，放射源可用于测量，如纸张工业和钢铁工业的厚度测定。
- 医学放射線療法
- 工业探伤（英语：industrial radiography）
- 食品輻照
- 殺菌
- 灭虫(disinfestation)
- 生产聚氯乙烯塑料时的辐照交联

## 常用放射性核素
放射源所使用的核素通常依据其所发出的辐射类型、性质、强度和其半衰期确定。常见的辐射源如：
- 钴-60[1]
- 铱-192,[2]
- 鍶-90[3]

## 度量单位
放射性活度的国际度量单位是贝可勒尔。虽然國家標準技術研究所强烈建议使用国际度量单位，但在美国，居里仍然广泛使用。欧盟强制要求在医疗保健领域使用国际度量单位。  
放射源的使用寿命一般在5至15年，随着衰变而放射性活度逐渐降低。用于校准的源通常有很长的半衰期。

## 等级分类
国际原子能机构根据放射活性与危险程度，把密封源分类为：
| 分类 | A/D     |
| ---- | ------- |
| 1    | ≥1000   |
| 2    | 10–1000 |
| 3    | 1–10    |
| 4    | 0.01–1  |
| 5    | <0.01   |

比值A/D中的A是源的放射活性，D是最低危害活度（minimum dangerous source，即能造成对人显著伤害的剂量）。 
中国国家环境保护总局2005年12月23日发布的第62号公告《关于发布放射源分类办法的公告》，发布了《放射源分类办法》。参照国际原子能机构的有关规定，按照放射源对人体健康和环境的潜在危害程度，从高到低将放射源分为五类，V类源的下限活度值为该种核素的豁免活度。
- Ⅰ类放射源为极高危险源。没有防护情况下，接触这类源几分钟到1小时就可致人死亡;如放射性同位素热电发生器(RTG)、辐照装置、远距离放疗仪、伽马刀等
- Ⅱ类放射源为高危险源。没有防护情况下，接触这类源几小时至几天可致人死亡;如工业伽马照相、高/中剂量近距离放疗仪等。
- Ⅲ类放射源为危险源。没有防护情况下，接触这类源几小时就可对人造成永久性损伤，接触几天至几周也可致人死亡;如测井测量仪、固定式工业测量仪（高剂量料位计、挖泥机测量仪、传送带测量仪、核子秤、螺旋管道测量仪）
- Ⅳ类放射源为低危险源。基本不会对人造成永久性损伤，但对长时间、近距离接触这些放射源的人可能造成可恢复的临时性损伤;如低剂量近距治疗仪（治眼仪与植入源除外）、厚度计、料位计、可携式测量仪（湿度计、密度计）、骨密度测量仪、静电消除器
- Ⅴ类放射源为极低危险源。不会对人造成永久性损伤。如X射线荧光分析仪、电子俘获装置、穆斯堡尔谱仪、CT-PET检查仪

例如，钴-60的各级分类下限依此是≥3×1013、≥3×1011、≥3×1010、≥3×108、≥1×105贝可勒尔.
镅-241用于固定式烟雾报警器时的豁免值为1×105贝可。

## 密封源

2007年ISO放射性危险符号用于国际原子能机构分类1, 2, 3类放射源.

放射性物质永久或者完全置于密封容器内或者坚固安装在固体平面上。容器通常用不锈钢或者钛、铂等惰性金属制成，以避免违规操作造成的放射性污染。但容器的目的并非为了完全衰减辐射，因此需要其他辐射保护屏蔽措施。除放射源需要以化学或物理形式混合入液体或气体外，几乎所有用途都使用密封源。

一个放射源的剖面图示：
A. 铅制容器
B. 定位环
C. 放射源包括：
D. 双层不锈钢罐焊接到
E. 双层不锈钢筒盖包围着
F. 内部防护性屏蔽（通常是贫铀或者钨合金）与
G. 一个圆柱形放射性源物质，直径约30 mm.

## 校准源

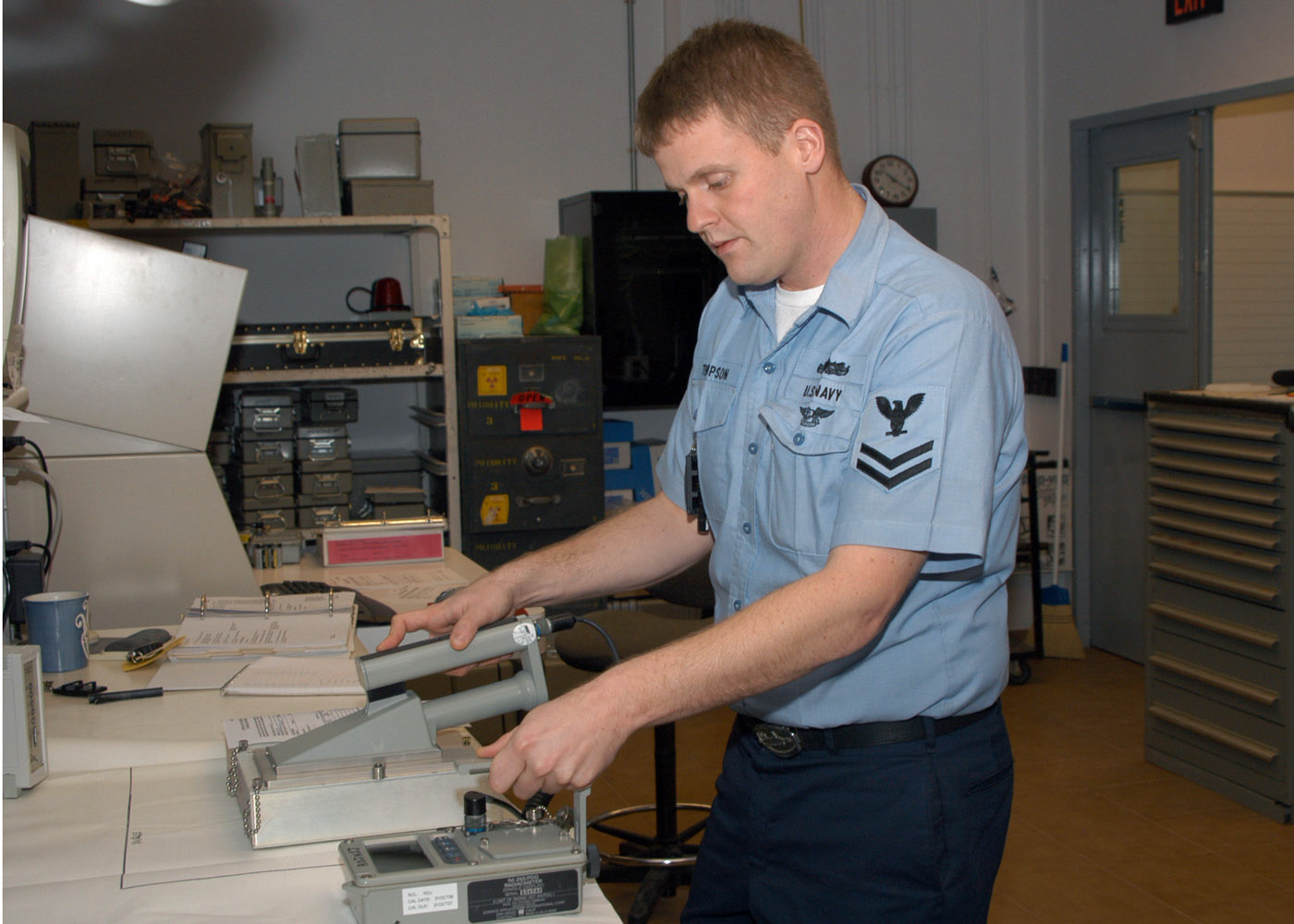
在平面校准源之下的手持大面积阿尔法闪烁探测器。

用于校准放射性仪器，这些仪器用于工艺监控或放射性保护。分为两种：
- 容器源（Capsule source），点放射源，用于贝塔射线、伽马射线、X光仪器校准。高放源应置于良好防护的校准空间内以保护操纵者。
- 平面源（plate source）用于校准放射性沾染仪器的计数。

## 非密封源
非密封放射源是指不放在永久密封容器内的放射源。常用于医疗。常溶解于液体中，向病人注射或者口服，或作为放射性示踪剂。
非密封源工作场所按放射性核素日等效最大操作量分为甲、乙、丙三级，甲级非密封源工作场所的安全管理参照Ⅰ类放射源。乙级和丙级非密封源工作场所的安全管理参照Ⅱ、Ⅲ类放射源。

## 处置
废弃的放射源的处置与其他放射性废料基本一致。低放的可以按照普通废弃物处置，如填埋。其他的需要按照高防废弃物处置，如钻井储存。
臭名昭著的戈亞尼亞事故，就是废弃放射源的不当处置造成的。